# Leningrado
Leningrado är en ort i Mexiko.   Den ligger i kommunen Tzimol och delstaten Chiapas, i den sydöstra delen av landet, 800 km sydost om huvudstaden Mexico City. Leningrado ligger 551 meter över havet och antalet invånare är 138.
Terrängen runt Leningrado är platt norrut, men söderut är den kuperad. Leningrado ligger nere i en dal. Runt Leningrado är det ganska glesbefolkat, med 42 invånare per kvadratkilometer. Närmaste större samhälle är Doctor Rodulfo Figueroa, 17,4 km sydost om Leningrado. Omgivningarna runt Leningrado är en mosaik av jordbruksmark och naturlig växtlighet.